# Fortune Faded
Fortune Faded – utwór kalifornijskiego zespołu muzycznego Red Hot Chili Peppers. Został wydany jako singel promujący składankę Greatest Hits. Do piosenki został nagrany teledysk.